# Physotarsus
Physotarsus is een geslacht van insecten uit de orde vliesvleugeligen (Hymenoptera) en de familie Ichneumonidae.

## Soorten
- P. adriani Gauld, 1997
- P. albus Zhaurova, 2009
- P. bonillai Gauld, 1997
- P. castilloi Gauld, 1997
- P. claviger Zhaurova, 2009
- P. concavus Zhaurova, 2009
- P. cordatus Zhaurova, 2009
- P. eliethi Gauld, 1997
- P. emarginatus Zhaurova, 2009
- P. fabioi Gauld, 1997
- P. flavipennis Zhaurova, 2009
- P. foveatus Zhaurova, 2009
- P. gineus Zhaurova, 2009
- P. glabellus Zhaurova, 2009
- P. jamesi Zhaurova, 2009
- P. leucohypopygus Zhaurova, 2009
- P. luteus Zhaurova, 2009
- P. maculipennis (Cresson, 1874)
- P. melipennis Zhaurova, 2009
- P. melotarsus Zhaurova, 2009
- P. montezuma (Cameron, 1886)
- P. niveus Zhaurova, 2009
- P. oculatus Zhaurova, 2009
- P. tonicus Zhaurova, 2009
- P. truncatus Zhaurova, 2009
- P. varicornis (Cameron, 1886)